# Giovanni Tombolato
Giovanni Battista Tombolato (Padova, 15 giugno 1960) è un politico italiano.

## Biografia
Nasce a Padova, ma vive a Medesano (Parma).
Alle elezioni amministrative del 2009 è eletto consigliere della provincia di Parma nelle liste della Lega Nord. Nel 2012 patteggia 11 mesi per falso in atto pubblico mentre ricopriva l’incarico di consigliere provinciale per una questione di firme false.

### Elezione a deputato
Alle elezioni politiche del 2018 viene eletto alla Camera dei Deputati nel collegio uninominale di Fidenza, sostenuto dal centro-destra (in quota Lega).
È segretario della Commissione IX Trasporti della Camera dei deputati 
https://www.camera.it/leg18/29?tipoAttivita=&tipoVisAtt=&tipoPersona=&shadow_deputato=307286&idLegislatura=18

### La passione per il motorismo storico
Tombolato è presidente dell'Intergruppo Parlamentare Veicoli Storici e il 13 dicembre 2021 è stato nominato vice presidente della Commissione Motorismo Storico degli Stati Generali del Patrimonio Italiano.